# 倪震 (电影人)
倪震（1938年7月—2022年12月），中国电影理论家、编剧，生於上海，祖籍江蘇吳縣（今江苏省苏州市）。1966年毕业于北京电影学院美术系，1980年起任教於北京電影學院，1994年任教授。1993年获国务院政府特殊津贴，2000年退休。
倪震著有《探索的银幕》、《北京电影学院故事——第五代电影前史》、《银幕上的中国人》等电影文化研究作品。他同時也參與電影劇本的創作，编剧代表作有《大紅燈籠高高掛》、《红粉》、《鸦片战争》（合作编剧）等。倪震创作的美术作品主要有《牛虻》插图、油画《导演系女生》等。

## 获奖与提名
- 第17届中国电影金鸡奖最佳剧本奖（含改编） 提名，合作编剧《鸦片战争》[4]
- 第29届上海影评人奖电影评论贡献奖 获奖[5]